# Tetralepis fruhstorferi
Genre
Espèce
Statut de conservation UICN

 VU D2 : Vulnérable
Tetralepis fruhstorferi, unique représentant du genre Tetralepis, est une espèce de serpents de la famille des Colubridae.

## Répartition
Cette espèce est endémique de Java en Indonésie.

## Étymologie
Cette espèce est nommée en l'honneur de Hans Fruhstorfer.

## Publication originale
- Boettger, 1892 : Listen von Kriechtieren und Lurchen aus dem tropischen Asien u. aus Papuasien. Bericht des Offenbacher Vereins für Naturkunde, vol. 1892, p. 65-164.